# Ocimum
- Commons
- Wikispecies

Ocimum L. é um gênero botânico da família Lamiaceae.
Compreende mais de 30 espécies de ervas e subarbustos, que se distribuem nas regiões tropicais e subtropicais da Ásia, África, América Central e do Sul. Popularmente, as espécies são conhecidas como alfavacas (do  árabe al-habáqa)  ou manjericões. Podem ser anuais ou perenes. As folhas, frescas ou desidratadas, têm uso culinário. Folhas, inflorescências e sementes são utilizadas na produção de fitoterápicos, na obtenção de terpenóides e compostos fenólicos.
Os óleos essenciais obtidos das plantas do gênero Ocimum são bem cotados no mercado de  commodities, destacando-se o óleo de manjericão (designado comercialmente por óleo basílico doce), que é produzido em larga escala por vários países (Índia, Bulgária, Egito, Paquistão, Israel, Iugoslávia, Estados Unidos, Madagascar, Albânia e Hungria), sendo que a produção anual é de aproximadamente 42,5 toneladas. O produto é altamente valorizado pelo seu teor de linalol, óleo responsável pela fixação do perfume Chanel Nº 5 e que tradicionalmente é extraído do pau-rosa (Aniba rosaeodora), uma espécie amazônica ameaçada de extinção. A produção de linalol a partir de óleo essencial de manjericão constitui, portanto, uma alternativa ecologicamente sustentável ao linalol do pau-rosa.

## Sinonímia
- Becium
- Hyperaspis Briq.

## Espécies
| - Ocimum americanum - Ocimum aristatum - Ocimum basilicum - Ocimum campechianum (sin. Ocimum micranthum) - Ocimum canum - Ocimum citriodorum - Ocimum frutescens - Ocimum gratissimum - Ocimum inflexum - Ocimum kilimandscharicum - Ocimum minimum | - Ocimum neurophyllum - Ocimum pilosum - Ocimum polystachyon - Ocimum punctulata - Ocimum sanctum - Ocimum scabrum - Ocimum scutellarioides - Ocimum selloi - Ocimum suave - Ocimum tenuiflorum - Ocimum viride - Ocimum viridiflorum |

- «Lista completa»

## Classificação do gênero
| Sistema | Classificação                        | Referência               |
| ------- | ------------------------------------ | ------------------------ |
| Linné   | Classe Didynamia, ordem Gymnospermia | Species plantarum (1753) |